# Jungia mitis
Jungia mitis là một loài thực vật có hoa thuộc họ Asteraceae. Loài này chỉ có ở Ecuador. Môi trường sống tự nhiên của chúng là ở các độ cao thuộc vùng núi ẩm nhiệt đới hoặc cận nhiệt đới. Chúng hiện đang bị đe dọa vì mất môi trường sống.